# Tolmerus wraniki
Tolmerus wraniki là một loài ruồi trong họ Asilidae. Tolmerus wraniki được Geller-Grimm miêu tả năm 2002. Loài này phân bố ở vùng Cổ Bắc giới và nhiệt đới châu Phi.